# 絮庫夫號潛艇
絮庫夫號潛艦（Surcouf）是1934年進入法國海軍服役的大型艦炮潛艦。該潛艇設計構想為“潛水重巡洋艦”（Underwater Heavy Cruiser），主要任務為通商破壞、破交戰，因此在魚雷之外非常特別地裝備有一座203毫米雙聯裝主炮和一架水上飛機。此外，艦上搭載了一艘可載40人的摩托艇，用以搜救被擊沉船隻的船員為俘虜或運送人員。艦名源於法國歷史上的海盜羅伯特·速科夫。
絮庫夫號於1942年2月18日至19日夜間在加勒比海失踪，儘管存疑，但很可能是與美國貨輪「湯姆森·萊克斯」（Thompson Lykes）碰撞後沉沒。該潛艇非常巨大，在日本的伊400型航空潛艦下水之前為世界上最大的潛艇。

## 設計概要
一戰結束後，各海軍大國之間簽訂的《華盛頓海軍條約》對締約國未來的海軍建設有一定約束，對於戰列艦和巡洋艦的排水量和火砲口徑都有著嚴格限制。然而，對於驅逐艦、護衛艦、潛艇等小型艦艇，條約中沒有條款限制。法國為維繫本土與殖民地的航路和對抗敵國海軍，決定大力發展小型艦艇，並計劃於1939年建成79艘潛艇。速科夫號原定為三艘大型艦炮潛艇的首艦，但實際只完成該潛艇一艘。預想的主要任務如下：
- 確保與法國各殖民地的航路安全，不受敵方威脅。
- 進行通商破壞、破交戰，攻擊敵國貨輪船隊，切斷敵國的海上運輸。
- 聯合水面艦船搜索並摧毀敵方艦隊。

絮庫夫號於1926年在瑟堡造船廠開工建造，於1929年下水。在潛艇當中擁有達3300噸的巨大排水量，被稱為“潛水重巡洋艦”（Underwater Heavy Cruiser）。由於其主炮砲塔外露的緣故，相較於起其它潛艇，速科夫號的艦橋圍殼十分巨大，隱密性較低。
作為需進行水面戰鬥的“潛水重巡洋艦”，絮庫夫號在艦橋前方裝備了一座203毫米雙聯裝炮塔，也是該潛艇的鮮明特徵，該口徑的艦炮通常只有重巡洋艦才會搭載。由炮長控制的2門203mm/50 Modèle 1924主炮位於這座耐壓砲塔中，使用時需上浮後作砲擊準備，準備時間需約2分30秒至3分鐘，每門炮各由一個60發容量的待發彈藥庫供彈，射速為每門每分鐘3發，總共備彈600發，該炮最大射程26,000米（14海里）。火控設備則是同樣安裝在耐壓結構中的5米長光學測距儀，其安裝高度足以觀察到11千米（5.9海里）外的地平線並完成主砲的有效射擊。如果升高潛望鏡觀察，可將主砲射程延長至16千米（8.6海里）。 艦橋圍殼後方即水上飛機的耐壓機庫，內藏1架貝松MB.411水上飛機用於偵察和砲擊時觀察砲彈落點，幫助修正炮火。在貝松MB.411水上飛機的觀察輔助下，主砲最大射程可達26千米（14海里）。平時將飛機大部分解，收納與機庫中，而起飛前必須現場組裝，隨後由起重機吊至水面上起飛。防空砲和機槍安裝在機庫頂部。
另一方面，作為潛艇，絮庫夫號配備了共計10門魚雷發射管：艦艏有4門550毫米發射管，如同普通潛艇一般內藏於艦內。別出心裁的是，該潛艇其餘魚雷管如同大型水面艦艇一般為旋轉發射管，艦尾上層建築砲塔外有兩座外置的魚雷發射管，每組發射管有1門550毫米和2門400毫米魚雷發射管。全潛艇攜帶了8發550毫米和4發400毫米備用魚雷。
此外，速科夫號搭載了一艘可載40人，4.5米長的，帶有貨艙的摩托艇，用以搜救被擊沉船隻的船員為俘虜或運送人員。得益於速科夫號的巨大艦體，該潛艇的燃料庫非常大，給養也十分充裕，可攜帶足夠航行10,000海里的燃料和90日連續航行的給養物資，使長期作戰成為可能。速科夫號最大下潛深度為80米。
將巡洋艦級別的主砲安裝至潛艇的設計前所未有，因而速科夫號面臨很多技術挑戰：首先，便是前文已述的僅依靠測距儀和潛望鏡無法發揮26千米的主炮最大射程，以及上浮後需要約3分鐘才能讓主炮進入射擊狀態，如果向側舷射擊所需時間更長；其次，由於載體是潛艇，艇身圓潤容易側傾，當速科夫號側傾8°或更多時砲塔無法正常旋轉；然後，待發彈藥庫設計不合理，實際上每門炮發射14發砲彈之後，必須重新裝填揚彈機；最後，貝松MB.411水上飛機的無法很好地執行偵察任務，並於1938年嘗試了用旋翼機代替水上飛機的方案。

## 服役生涯

### 早期
速科夫號潛艇的第一任艦長是雷蒙·德貝洛（Raymond de Belot）中校。船員還給艦載機貝松MB.411取暱稱為「路路通」（Passepartout），即《環遊世界八十天》中主角仆人的名字。
速科夫號下水後不久，《倫敦海軍條約》最終對各締約國潛艇設計進行了限制。包括法國在內的締約國，允許每個國家擁有不超過三艘大型潛艇，其標準（即水面）排水量不得超過2,800噸，火砲口徑不得超過6.1英寸（150毫米）。在時任法國海軍部長喬治·萊格的堅持下，超過上述限制的速科夫號潛艇被特別豁免於規定，但不得建造同艦級或其他超過規定的潛艇。

### 二戰
1940年，速科夫號潛艇以瑟堡海軍基地為泊地。但同年5月德軍入侵時，該潛艇於安地列斯群島和幾內亞灣執行任務完畢，此時正在布雷斯特進行改裝和修理。在無法下潛，只有一台引擎在運轉，方向舵被卡住的情況下，艦長馬丁中校指揮這艘潛艇艱難地穿過英吉利海峽，前往普利茅斯尋求避難。
7月3日，英國擔心法國艦隊會在雙方停戰時被德國海軍接管，因此執行弩砲行动。英國皇家海軍封鎖了法國軍艦停泊的法屬阿爾及利亞凱比爾港，並下達最後通牒：離港航向英國重新加入對德作戰，航向北美洲並將軍艦交由美國保管，或於六個小時內自沉，否則英軍將開火攻擊法艦，以確保法艦不會落入德國之手。法軍難以接受如此條件，位於凱比爾港和法屬西非達卡港的法軍表示拒絕執行上述任何一種行動。最終，法軍在北非的軍艦全部遭到攻擊，除一艘戰列艦之外，其餘戰列艦均在停泊處被英國海軍地中海艦隊擊沉和嚴重破壞。
停泊在英國和加拿大港口的法國軍艦也陸續被所在國海軍陸戰隊員、水手、士兵登船接管，過程總體而言順利，但在7月3日，唯一一起嚴重流血衝突依然發生在普利茅斯港的速科夫號潛艇上。兩名英國海軍潛艇軍官，泰晤士號潛艇的艦長丹尼斯·斯普拉格（Denis 'Lofty' Sprague）中校和鬚鯨號潛艇的艦長派翠克·格里菲斯（Patrick Griffiths）上尉和法國海軍的機械師伊夫·達尼埃爾（Yves Daniel）准軍士长在混亂中受致命傷並不治身亡，一名英國海軍水兵阿爾伯特·韋伯（Albert Webb）被速科夫號潛艇的醫生射殺。

### 自由法國海軍時期
1940年8月，英國完成了速科夫號潛艇的修復和改裝並將其移交給自由法國海軍（, FNFL）進行護航巡邏。原船員中唯一沒有被遣返回法國的軍官喬治·路易·布萊松（Georges Louis Blaison）中校成為新的艦長。由於之前的大小流血衝突，英法雙方猜忌不斷，雙方都在指責對方正幫維琪法國從事間諜活動，英國方面更甚至稱速科夫號正在攻擊英國船隻。隨後，出於監視目的，英方以“便於溝通”的名義派遣一名英國海軍軍官和兩名水兵登艇。英國不願將速科夫號直接納入麾下的主要原因在於操作該潛艇需要110至130名船員，這相當於三艘普通潛艇所需的船員數量，且該潛艇武器設備陌生而特殊，如此一來，將其直接納入本國海軍對於人力資源緊張的英國並不划算。
速科夫號潛艇隨後前往位於加拿大新斯科細亞省哈利法克斯的基地，並護送跨大西洋船隊。1941年4月，該潛艇在德文港被一架德軍飛機擊傷。7月28日，速科夫號前往位於緬因州基特里的樸茨茅斯海軍造船廠進行為期三個月的改裝。離開造船廠之後，速科夫號前往新倫敦，應當是改裝後讓船員接受額外培訓。11月27日，速科夫號離開新倫敦返回哈利法克斯。

### 攻佔聖皮埃與密克隆
1941年12月，速科夫號潛艇搭載自由法國海軍上將埃米爾·米塞利耶前往加拿大魁北克市。當他在渥太華於加拿大政府商談時，《紐約時報》記者艾拉·沃爾夫特（Ira Wolfert）同速科夫號的艦長接洽，詢問有關這艘潛艇將為自由法國解放聖皮埃與密克隆群島的傳言。沃爾夫特隨後同潛艇一起前往哈利法克斯，12月20日在那裡於自由法國護航驅逐艦含羞草號（Mimosa）、烏頭號（Aconit）、庭薺號（Alysse）會合，並於12月24日在沒有抵抗的情況下代表自由法國控制了聖皮埃與密克隆。
早些時候，時任美國國務卿科德爾·赫爾剛與維琪法國達成協議，保證法國在西半球的屬地和相關的國家資產中立，而此時自由法國即佔領了聖皮埃與密克隆這處法國海外屬地，赫爾威脅辭職，要求時任美國總統富蘭克林·羅斯福恢復現狀。羅斯福同意了，但當夏爾·戴高樂拒絕時又轉而放棄。艾拉·沃爾夫特的報導對自由法國非常有利，速科夫號潛艇為首的艦隊，和登島的自由法國軍隊沒有恐嚇脅迫當地人或遭到抵抗，這幫助扭轉了美國民眾對維琪法國的看法。軸心國於1941年12月對美國宣戰使得該雙邊協議無效，但美國直到1942年11月才與維琪法國斷絕外交關係。

### 後續行動
1942年1月，在百慕大的皇家海軍造船廠重新補給後，自由法國決定將速科夫號潛艇派往太平洋戰區。然而，該潛艇的南下引發了自由法國將解放馬丁尼克島的謠言。實際上，速科夫號經由塔希提島前往澳大利亞悉尼。該潛艇於2月2日離開哈利法克斯前往百慕大，並於2月12日離開前往巴拿馬運河。

### 沉没與結局
速科夫號潜艇于1942年2月18日至19日夜間，在巴拿馬克里斯多福以北約130千米（70海里）處失去聯繫，預計會途徑巴拿馬運河前往塔希提島。美國調查報告指出，失踪是因與美國貨輪「湯姆森·萊克斯」（Thompson Lykes）意外碰撞造成。當夜非常漆黑，這艘貨輪自關塔納摩灣駛出，根據航海日誌記錄這艘貨輪撞上一個部分淹沒在水下的物體，並沿著貨輪的側面和龍骨刮擦。瞭望員聽到水中有人用英語呼救，但貨輪船員認為撞上了德軍的U艇而沒有停下來進行搜救。只向巴拿馬發送了一次描述該事件的信號。
速科夫號當時由喬治·路易·布萊松（Georges Louis Blaison）中校指揮，該潛艇的沉沒導致130人死亡（包括4名英國皇家海軍人員）。1942年4月18日，位於倫敦的自由法國總部宣布了速科夫號潛艇的沉沒，次日《紐約時報》刊登了消息，而直到1945年1月之前沉沒原因都未對外公開。
法國的調查則認為失踪的原因是美軍誤擊，2月18日至19日晚在同一水域巡邏的PBY卡特琳娜水上飛機可能會將速科夫號當作德國或日本潛艇誤擊。但法方調查因二戰而頗為滯後，可信度低於美方的調查報告。
由於沒有人潛水並核實過速科夫號潛艇的殘骸，因此精確位置不明。如果假設美方報告屬實即與美國貨輪「湯姆森·萊克斯」發生碰撞後沉沒，那麼殘骸將位於約3,000米深的10°40′N 79°32′W / 10.667°N 79.533°W處。
法國瑟堡港現樹立有一座紀念速科夫號潛艇和罹難船員的紀念碑。蘇格蘭格里諾克萊爾山的自由法國紀念館也有紀念該沉沒事件。

## 外觀變化
- 1932年初始配置，塗水面艦艇所用的灰色漆
- 1934年改造，改塗普魯士藍漆。
- 1938年改造，拆除無線電天線與桅杆，並修改指揮塔。
- 1940年改造，改塗兩種灰色漆構成的迷彩，並增加識別號"17P"。

## 性能諸元
- 排水量：3300噸
- 全長：110米
- 全寬：9米
- 吃水：7.25米

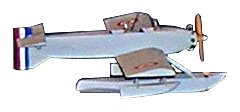
貝松MB.411水上飛機模型

- 出力：水上－柴油引擎7,600匹／水中－電動馬達3,400匹
- 最大航速：水上18.5節／水中10節
- 武裝：
  - 550毫米魚雷發射管4門（艦艏）
  - 外置旋轉魚雷發射管2座（艦尾），每座裝設：
    - 550毫米魚雷發射管1門
    - 400毫米魚雷發射管2門

  - 203毫米雙聯裝砲（英语：203mm/50 Modèle 1924 gun）1座
  - 37毫米單裝防空砲2座(置於203毫米砲後面)
  - 13.2毫米雙聯裝重機槍2座
  - 貝松MB411（英语：Besson MB.411）水上飛機1架

## 流行文化
於2005年上映的日本電影《魔女潛艦》（原名：ローレライ），及其原作《終戰的羅蕾萊》（福井晴敏著）中出現的「伊-507」潛艇原是速科夫號，設定成被納粹德國俘獲、改裝，並航向日本。其艦隻編號於日本海軍為伊-507，而德國海軍則為UF4，實際上，「伊-507」的編號是在日本海軍所有潛艇中編號最大者伊-506加上1。

## 關連項目
- 第二次世界大戰中的法國潛艇列表（英语：French submarines of World War II）
- 伊四〇〇型潛水艦
- HMS X1（英语：HMS X1）
- HMS M2（英语：HMS M2 (1918)）

## 外部連結
- （英文）Surcuof and M.B.411 （页面存档备份，存于）
- （法文）Plans de bateaux: Notice du SURCOUF 1929 — plans of Surcouf